# Фридрих Мерц
Йоахим-Фридрих Мартин Йозеф Мерц (на немски: Joachim-Friedrich Martin Josef Merz) е германски политик, от 6 май 2025 г. е канцлер на Германия. През януари 2022 г. става председател на Християндемократическия съюз (ХДС), като ръководи парламентарната група на ХДС/ХСС. В периода от февруари 2022 до май 2025 г. е основен опозиционер в Бундестага.

## Биография
Роден е на 11 ноември 1955 г. в град Брилон, провинция Северен Рейн-Вестфалия, Западна Германия. През 1972 г. се присъединява към Младежкия съюз на Германия. След като завършва юридическия факултет през 1985 г., Мерц работи като съдия и корпоративен адвокат. През 1989 г. е избран за депутат в Европейския парламент. Като млад политик през 70-те и 80-те години на XX век Мерц е твърд поддръжник на антикомунизма, доминиращата политическа доктрина на Западна Германия и основен принцип на ХДС. Той е смятан за представител на традиционните консервативни и пробизнес крила на ХДС. Книгата му Mehr Kapitalismus wagen („Още капитализъм“) застъпва икономическия либерализъм. След един мандат е избран в Бундестага, където се утвърждава като водещ експерт по финансова политика в ХДС. През 2000 г. е избран за председател на парламентарната група на ХДС/ХСС, през същата година, в която Ангела Меркел е избрана за председател на ХДС, като по това време те са главни съперници за лидерството на партията, която ръководи опозицията заедно с ХСС.